# Levéltelen bajuszvirág
A levéltelen bajuszvirág (Epipogium aphyllum) a kosborfélék családjába tartozó, gombákon élősködő orchideafaj. Csak néhány évente virágzik. Magyarországon fokozottan védett.

## Megjelenése

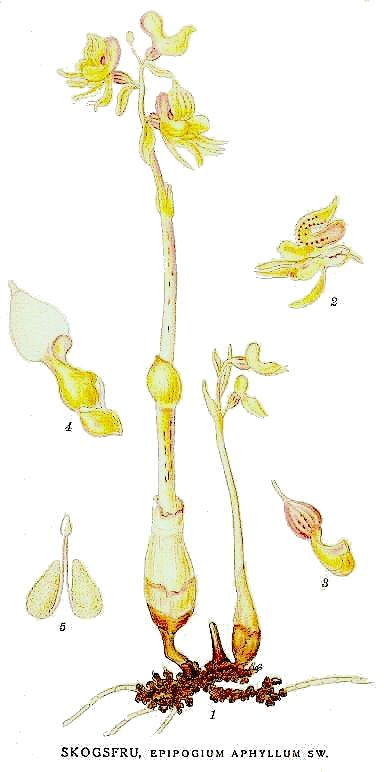
Ábrázolása a Bilder ur Nordens Flora svéd botanikakönyvben

A levéltelen bajuszvirág 5-30 cm magas, lágyszárú, évelő növény. Az év döntő részében a talajban, a föld alatt él, csak évente egyszer (de nem minden évben) küldi virágait a talajfelszín fölé. Földalatti rizómája a tápanyagtárolásra specializálódott, fehéres, korallszerű, sűrűn elágazó, gyökértelen, helyenként 1-2 vékony, akár fél méter hosszú, fehéres indát bocsát ki, amelynek rügyeiből újabb rizómák fejlődhetnek. 
Júniustól októberig virágozhat. Egy tő csak kb. egy hétig nyílik, időpontját és helyét nagyon nehéz meghatározni. A virágzat szára 10–30 cm magas, a rizómához képest nagy, szártöve erősen megvastagodott. A növény teljesen klorofillmentes és levelei 2-3 barnás, csökevényes pikkellyé fejlődtek vissza. A törékeny, belül üreges szár áttetsző, csontszínű, sárgás vagy rózsaszínes-világosbarna, hosszában kissé vörössel csíkozott. A virágszáron 1-8 ritkásan elhelyezkedő, bókoló, áttetsző, 2–3 cm-es virág található. A lepellevelei (szirmai) és bibeoszlop sárga színűek. A külső lepellevelek 12-17 mm hosszúak, 2-4 mm szélesek; a belsők hossza 13-15 mm, szélessége 3-4,5 mm. Mézajka (labellum) 6–9 mm hosszú, felfelé áll, háromkaréjú, a feltűnő középső karéja fehéres alapszínű, amelyen rózsaszín-lila csíkozott minta látható. A mézajak a tövénél magas, lekerekített végű sarkantyút formáz.
Termése 8-10 mm-es toktermés. 
Kromoszómaszáma 2n=68.
Hasonló faj a jóval gyakoribb, szintén korhadéklakó fenyőspárga (Monotropa hypopytis), amelynek azonban más a virágszerkezete; valamint a jóval tömöttebb virágzatú, kéthasábos mézajkú madárfészek kosbor (Neottia nidus-avis).

## Elterjedése
Széles elterjedésű eurázsiai faj, de sehol sem gyakori. Európában leginkább Skandináviában elterjedt, de nagyobb populációi előfordulnak a Pireneusokban, az Alpokban, az Appenninekben, Észak-Görögországban és a Krímben. Kelet felé Oroszországon és Szibérián át egészen Kamcsatkáig és Japánig terjed, megtalálható a Himalájában és Tajvanon is. Elterjedési területét nehéz meghatározni, mert csak néhány évente virágzik és virágai akkor sem feltűnőek. Magyarországon a Bükkben, a Bakonyban, a Kőszegi-hegységben, a Visegrádi-hegységben, a Mecsekben és a Zselicben találták meg.

## Életmódja
A levéltelen bajuszvirág hegyvidéki növény, a nyirkos, savanyú vagy semleges kémhatású talajt kedveli. Élőhelyein a talaj pH értéke 4,6-7,6 között változott (átlagosan 6,3). Völgyek, szurdokok aljában, patak mentén, bükkösökben, gyertyános-tölgyesekben, esetleg fenyvesekben él. Mikoheterotróf faj, vagyis a számára szükséges tápanyagokat különböző gombafajok micéliumából szerzi be, amely teljesen behálózza rizómája szöveteit. A vizsgálatok alapján a bajuszvirág susulykákhoz, fakógombákhoz, tinórukhoz, tejelőgombákhoz vagy szemölcsösgombákhoz egyaránt kapcsolódhat. Egyedfejlődése igen lassú, a csírázás után tíznél több év is eltelhet az első virágzásig. 
Nagyon jó vízellátottságú helyeken évente is virágozhat, de jellemzőbb, hogy csak a csapadékos években, általában 5-7 évente bontja ki virágait; feljegyezték hogy akár 40-50 évig is rejtve maradhat. Képes a talajban is virágozni, de nem ismert, hogy ilyenkor érlel-e magot. A virágzati hajtáskezdemény előző év késő őszén jelenik meg a gyöktörzsön, majd megfelelő időjárási viszonyok esetén viszonylag rövid idő alatt fejlődik ki a szára és virágzata, amely 1-2 hétig nyílik. Június és október között virágozhat, átlagos középnapja július 21. Sarkantyúja nektárt termel, beporzását rovarok (főleg poszméhek) végzik. Az orchideáknál szokásos virágcsavarodás (reszupináció) ennél a fajnál nem megy végbe, így a bibe a pollenek fölött helyezkedik el, emiatt önbeporzás csak bimbóként lehetséges. Különböző mérések szerint a megtermékenyülési arány 48-73% közötti. A toktermések mesterséges beporzást követően a 18 napon már beértek és még ki nem száradt állapotban kezdtek felnyílni. A virágzást követően négy héttel a növény szára már elhal. A rizómából kinyuló vékony, hosszú indái révén vegetatívan is szaporodhat.    

## Természetvédelmi helyzete
Magyarországon eddig összesen 14, 1990 után 8 állományát mérték fel, visszaszorulása 43%-os. Az állományok jellemzően nagyon kicsik, csak egy vagy néhány tő ismert. Teljes hazai egyedszáma néhány tíz lehet. 1982 óta fokozottan védett, természetvédelmi értéke 100 000 Ft. 

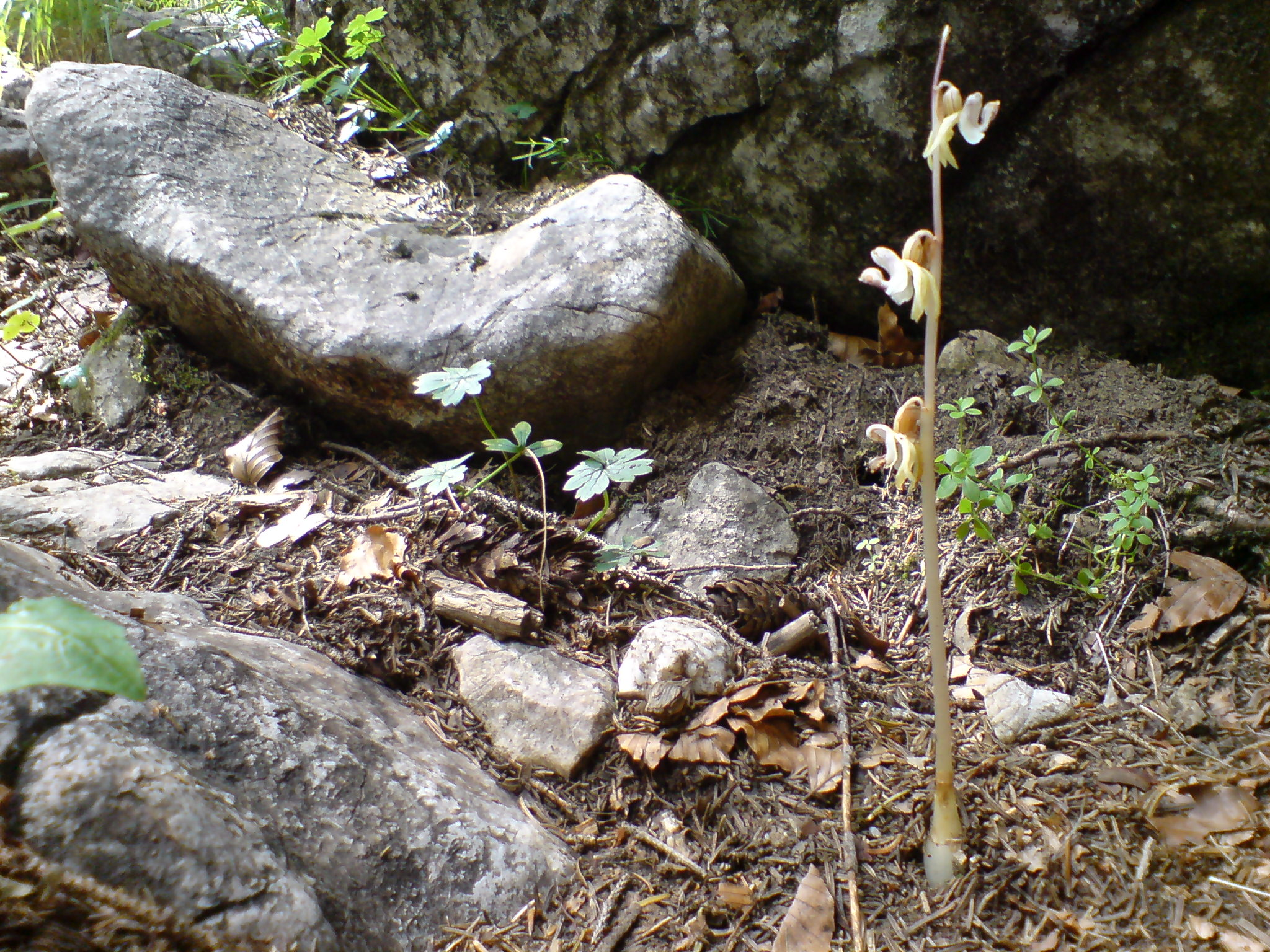
Habitusa
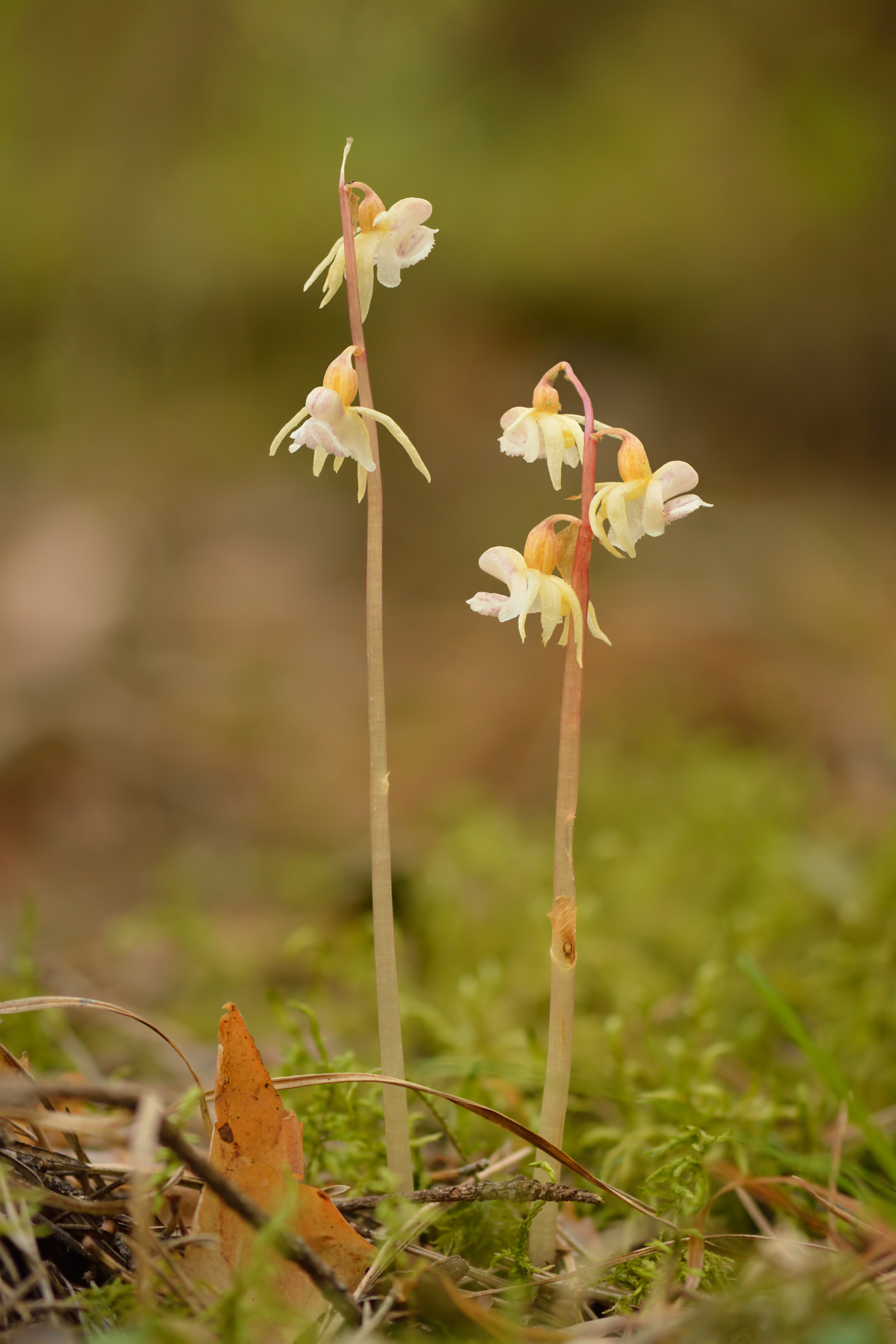
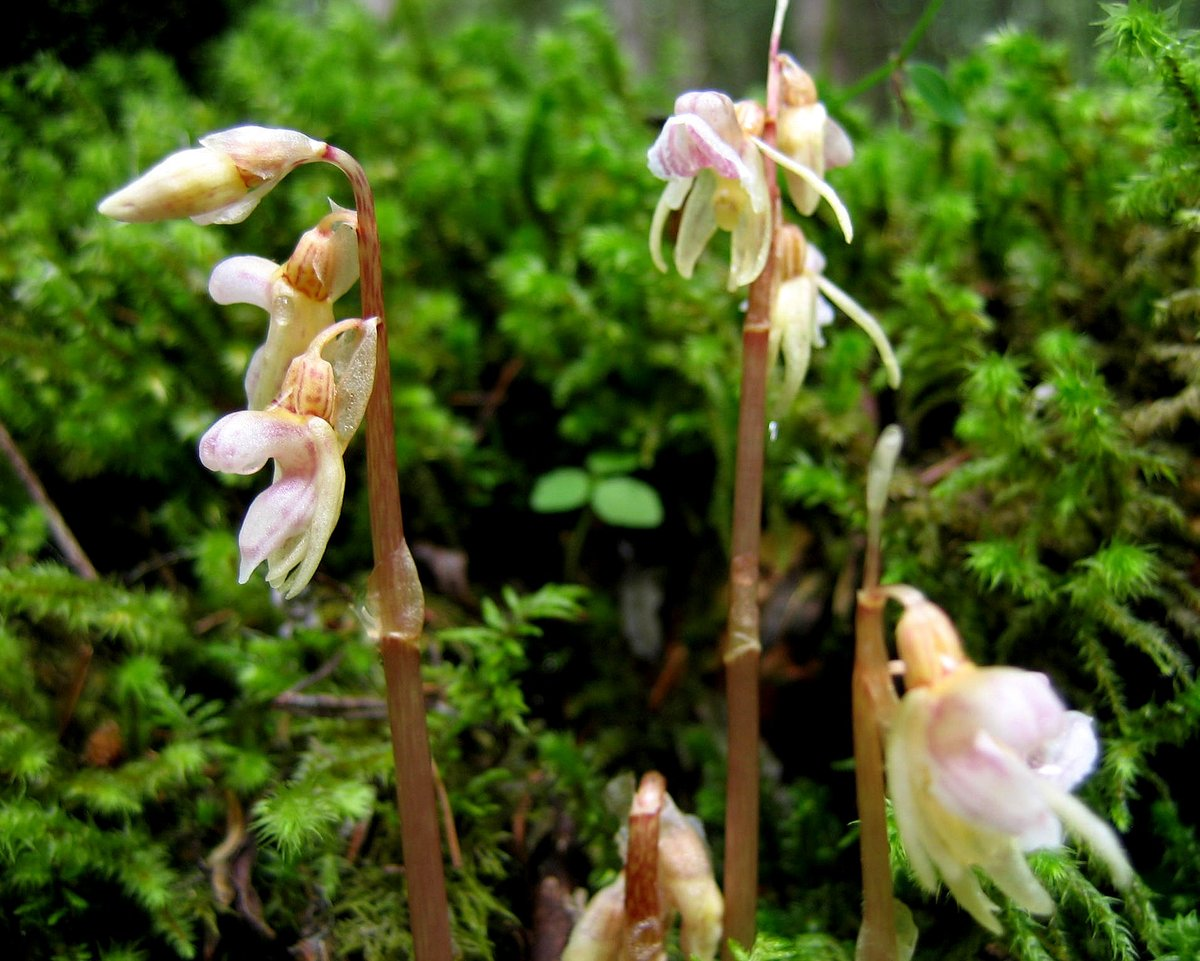
Virága
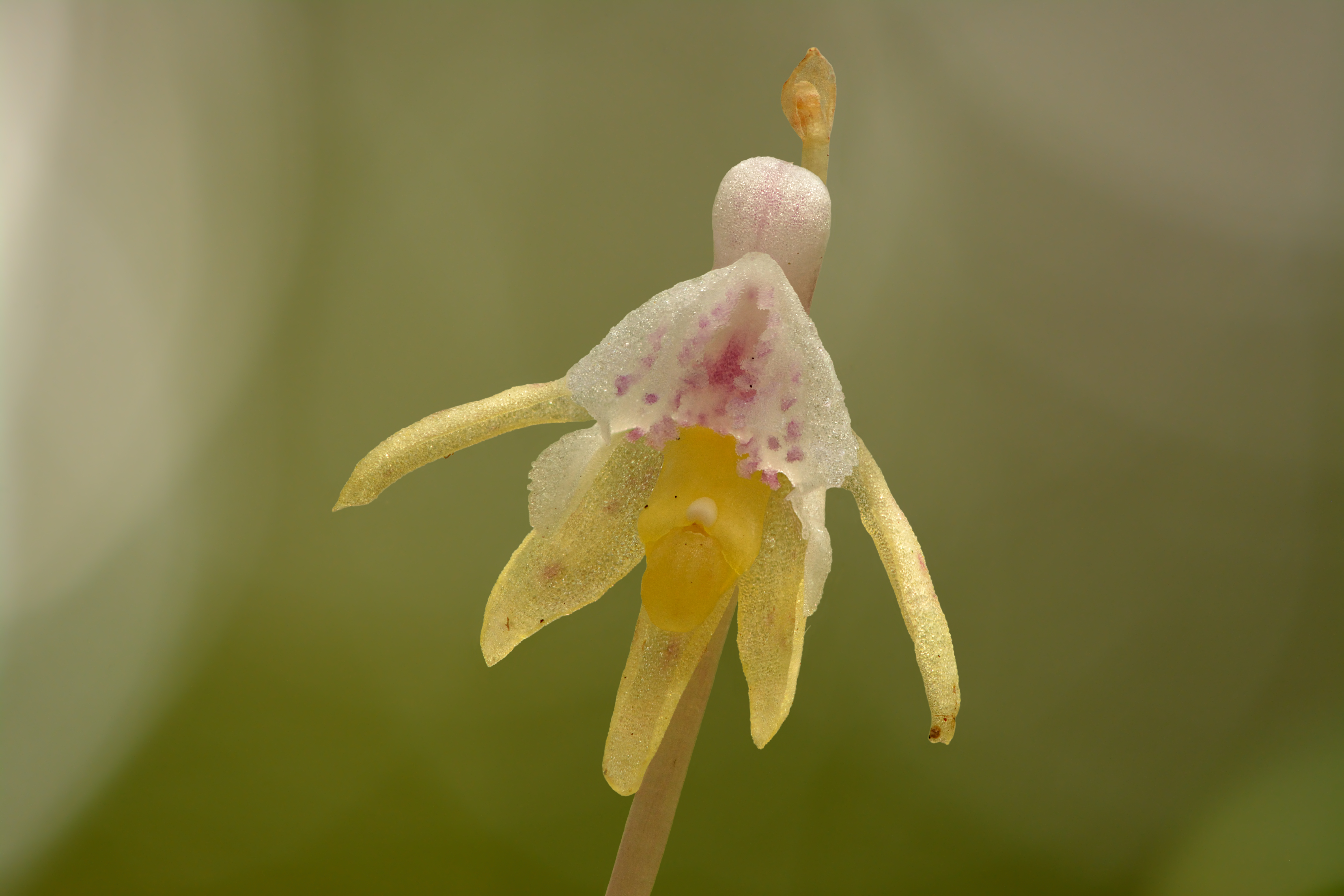
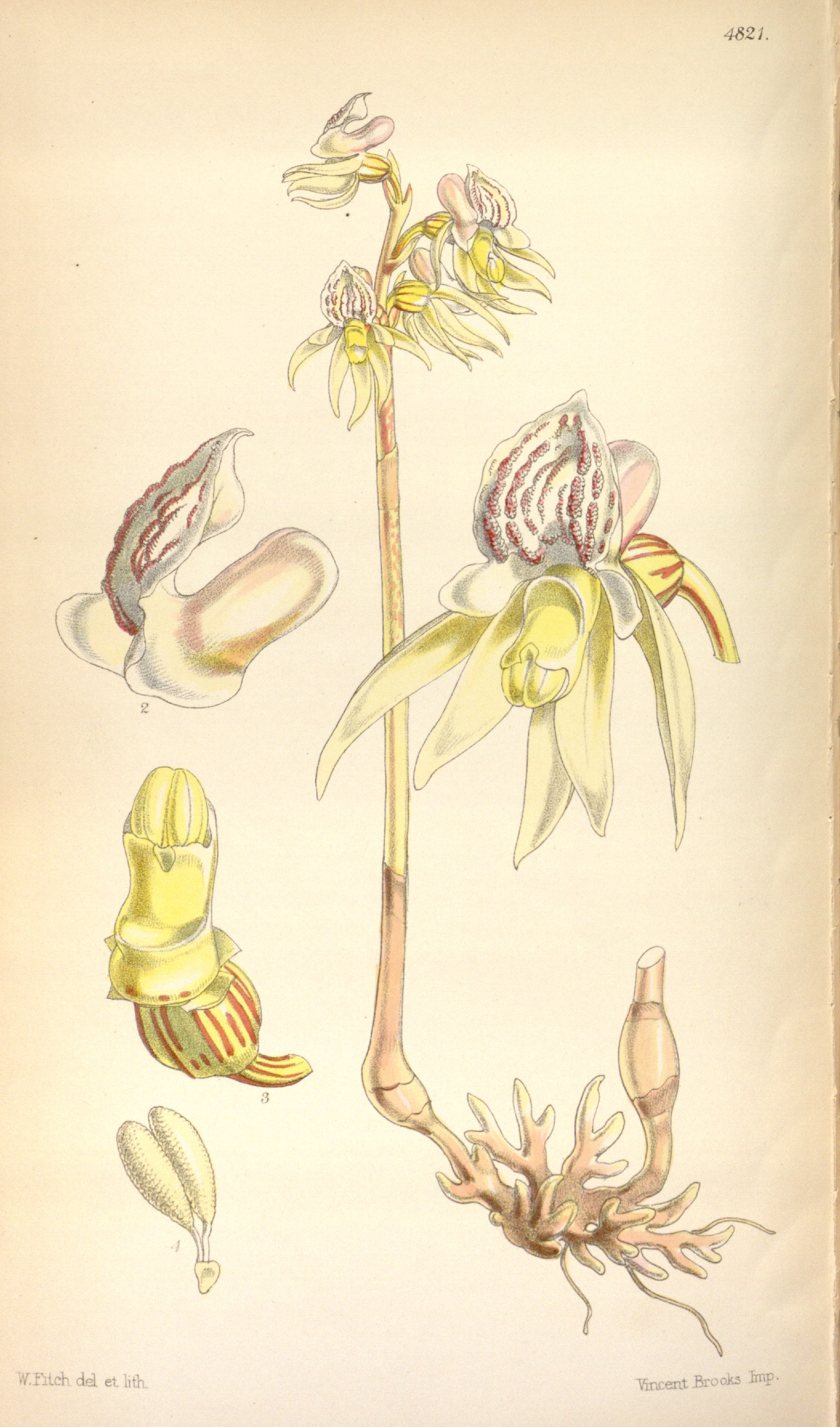
Ábrázolása egy angol botanikakönyvben (1854)